# Марджері Аллінґем

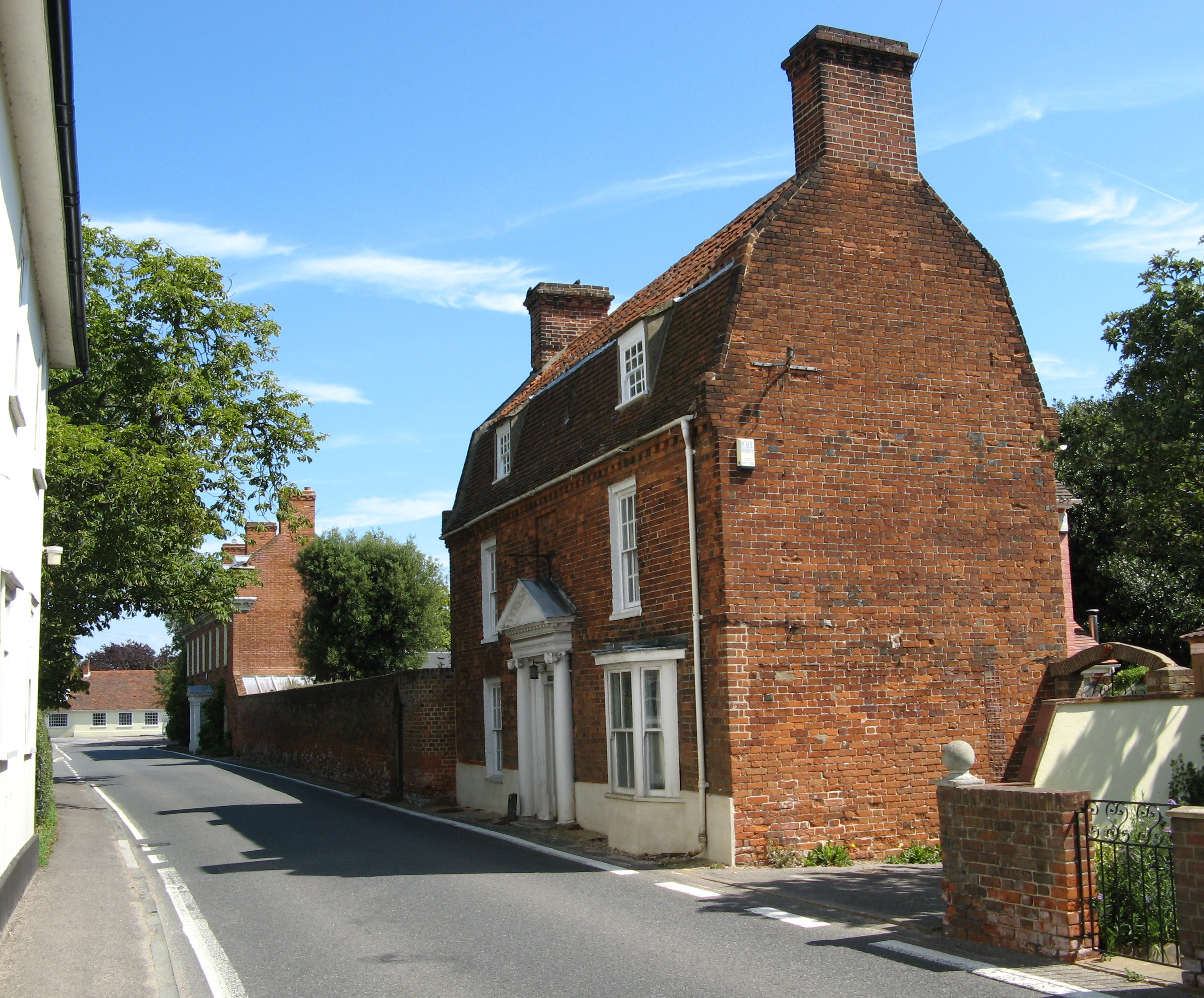
Будинок Марджері Аллінґем і її чоловіка в селі Толешант Дарсі

Марджері Луїза Аллінґем (20 травня 1904 , Ілінг, Мідлсекс  — 30 червня 1966 , Колчестер і Колчестер ) — англійська романістка "Золотого століття" британського детективу. Критиками ставиться в один ряд з Дороті Сеєрс, Агатою Крісті, Гледіс Мітчелл і Найо Марш.
Спочатку задуманий як пародія на героя Дороті Сеєрс, Пітера лорда Вімзі, персонаж серії детективів Марджері Аллінґем, Альберт Кемпіон, став самостійним героєм, і з'явився у 18 романах і безлічі оповідань.

## Життя і кар'єра

### Дитинство та освіта
Марджері Аллінґем народилася 20 травня 1904 року в Лондонському районі Ілінг, Англія, в сім'ї, зануреній у літературу. Її батько Герберт Аллінґем (1967—1936) і її мати, Емілі Джейн (уроджена Х'юз) були письменниками; Герберт Аллінґем також був автором кримінальної літератури і редактором «Christian Globe» і «The New London Journal» (в останньому сама Марджері друкувала свої оповідання про Секстона Блейка — відомого детектива, чий творець, так само як і в Пінкертона, був невідомий). Емілі Джейн писала й друкувала оповідання в жіночих журналах.
Незабаром після народження Марджері, її сім'я переїхала з Лондона в графство Ессекс, в село Леєр Бретон, що неподалік від Колчестера. Майбутня письменниця навчалася у місцевій школі, а після продовжила здобувати освіту в школі для дівчаток Perse в Кембриджі, де постійно писала короткі оповідання і п'єси; свій перший авторський гонорар Марджері отримала у віці восьми років за оповідання, надруковане в журналі її тітки.
Повернувшись у Лондон в 1920 році, Аллінґем вивчала драматургію і мову в Політехнічному інституті на Ріджен-стріт, де вилікувалася від заїкання, яким страждала з дитинства. В цей час вона вперше зустріла Філіпа Янгмана Картера (1904—1969), за якого вийшла заміж у 1927 році. Він співпрацював з дружиною, проектуючи обкладинки для книг. Вони жили на краю боліт Ессекса, в селі Толешант Дарсі, біля містечка Малдона.

### Ранні роботи
Дебютний роман Марджері Аллінґем «Blackkerchief Dick» був опублікований в 1923 році, коли письменниці було 19 років. Роман нібито був написаний на основі історії, яку Аллінґем почула під час спіритичного сеансу, хоча після смерті Марджері її чоловік спростував цю версію. Проте, Аллінґем продовжувала включати окультизм у свої роботи. «Blackkerchief Dick» був добре прийнятий читацькою публікою, але як такого доходу автору не приніс. На самому початку творчої кар'єри Аллінґем написала кілька п'єс і спробувала написати серйозний роман, але виявивши, що її теми стикаються з її безтурботністю, вирішила спробувати написати щось у жанрі таємниці.
Вона постійно писала в школі. Під час навчання на Ріджен-стріт, вона написала віршовану п'єсу «Дідона і Еней» (англ. Dido and Aeneas), яка була поставлена в Георгіївському залі в театрі «Cripplegate Theatre». У цій постановці сама Аллінґем зіграла роль Дідони; декорації розробив Філіп Картер.

### Кемпіон і успіх
Справжній успіх прийшов до Марджері Аллінґем з публікацією в 1929 році детективного роману «Злочин у Блек Дадлі» (англ. The Crime at Black Dudley). У цьому романі вперше з'являється Альберт Кемпіон, нехай і як другорядний персонаж, що вважався пародією на лорда Пітера Вімзі Дороті Сеєрс. Під тиском американської публіки, захопленої Кемпіоном, в 1930 році Аллінґем публікує роман «Таємничий доказ» (англ. Mystery Mile).
Написавши три романи і маючи сильного центрального персонажа, Аллінґем значно поліпшила свої письменницькі навички, знайшла «свій» жанр і продовжила писати популярні романи про Альберта Кемпіона. Спочатку від Марджері вимагалося писати оповідання про Кемпіона для таких журналів, як The Strand Magazine, але з часом популярність Кемпіона зростала, як і число послідовників персонажа, і врешті решт цей персонаж став центральним героєм 18 романів та понад 20 оповідань, що писалися і видавалися до 1960-х років.
Альберт Кемпіон — загадковий, високопоставлений персонаж (в ранніх романах Аллінґем натякала, що сім'я її персонажа знаходиться в лінії успадкування британського престолу), що має дворянський титул і працює під вигаданим ім'ям. Кемпіон плавно переміщається між ешелонами дворянства й уряду з одного боку, і темним злочинним світом з іншого, часто в супроводі свого «капітана Ґастінгса» — колишнього злодія, нині слуги, — Леґґа. Протягом усього свого літературного життя, Кемпіон бував то класичним детективом, то справжнім авантюристом. Дійсно, перші три романи Аллінґем про Кемпіона — «Злочин у Блек Дадлі», «Таємничий доказ» і «Подивіться на леді» — були написані тим, що сама письменниця називала «методом сливового пудингу»: менше зосередженості на методах вбивства і формальностей класичного детектива, більше авантюр.
По мірі просування серії, Кемпіон працює все більш тісно з поліцією і контррозвідкою MI6. Він закохується, одружується, стає батьком, згодом мудрішає і дозріває емоційно. По мірі того, як вдосконалюється авторський стиль Аллінґем, стиль і формат її книг рухалися далі. В той час, як її ранні романи безтурботні і більше скидаються на якусь «фантастичну пригоду», пізні романи Марджері, такі, як «Тигр у диму» (англ. The Tiger in the Smoke) (1952) (включений у британський варіант «100 кращих детективних романів усіх часів»), більше зосереджуються на психологічних портретах вбивці і жертви. У багатьох пізніх романах Кемпіон знову повертається на другорядну роль; не більш помітна і його дружина Аманда і його поліцейські помічники.
У 1941 році Марджері Аллинґем опублікувала неігровий твір «Дубове серце» (англ. The Oaken Heart), в якому описала свій досвід в Ессексі, коли очікувалося і активно планувалося вторгнення з Німеччини, потенційно поставивши цивільне населення Ессекса на передову. З 1934 року Марджері Аллінґем була членом Детективного Клубу.

## Смерть
Аллінґем страждала від раку грудей і померла в лікарні Severalls Hospital, Колчестер, Англія, 30 червня 1966 року, у віці 62 років. Її останній роман «Campion, Cargo of Eagles» був завершений її чоловіком у відповідності з її останньою волею, і був опублікований у 1968 році, за рік до смерті Філіпа Картера у віці 65 років. Інші збірки її робіт, як з Альбертом Кемпіоном, так і без нього, продовжували виходити в 1970-х роках. Омнібус «Марджері Аллінґем», що включає «Sweet Danger», «Справа небіжчика Свина» (англ. The Case of the Late Pig) і «Тигра в диму», з критичним вступом Джейн Стівенсон, був опублікований в 2006 році.
Марджері Аллінґем була похована на кладовищі в селі Толешант Дарсі.

## Спадщина
Австралійський підрозділ видавництва Random House в серії Vintage Classics of Random House почав програму перезапуску романів Марджері Аллінґем у 2004 році; зараз вони перевидали всі романи Аллінґем про Альберта Кемпіона, починаючи зі «Злочину в Блек Дадлі» (1929) і закінчуючи «Campion, Cargo of Eagles» (1968). У США американське видавництво Felony and Mayhem Press також перевидало ці романи. У 1956 році був екранізований роман «Тигр у диму», у 1989—1990 роках BBC зняла серіал за творами Аллінґем про Альберта Кемпіона під назвою «Simply Campion» з Пітером Девісом (нар. 1951) в головній ролі і з Брайаном Гловером (1934—1997) у ролі Легга, «Гастінгса» Кемпіона.
Після смерті Аллінґем у 1966 році, її чоловік і деякі її протеже написали кілька книжок про письменницю:
- Margery Allingham, 100 Years of a Great Mystery Writer edited by Marianne van Hoeven (2003)
- Margery Allingham: A Biography by Julia Thorogood (1991); revised as The Adventures of Margery Allingham as by Julia Jones (2009). This is the standard biography.
- Ink in Her Blood: The Life and Crime of Fiction Margery Allingham by Richard Martin (1988)
- Campion's Career: A Study of the Novels of Margery Allingham by B. A. Pike (1987)

### Інші роботи

#### Під своїм ім'ям
- «Дік, Чорна хустка» (англ. Blackkerchief Dick) (1923)
- «Таємниця Білого Котеджу» (англ. The Cottage White Mystery) (1928)
- The Darings of the Red Rose (1930)
- «Чорне пір'я» (англ. Black Plumes) (1940); в Росії також виходив під назвою «Смерть у галереї»
- The Oaken Heart (1941); автобіографічний твір
- Dance of the Years (1943)
- Wanted: Someone Innocent (1946)
- Room to Let: A Radio-Play (1947, опубліковано 1950)
- Deadly Duo (1949); у США вийшов під назвою «Take Two at Bedtime» (1950)) — дві повісті:
  - Wanted: Someone Innocent
  - Last Act
- No Love Lost (1954) — дві повісті:
  - The Patient at Peacocks Hall
  - Safer Than Love
- The Allingham Case-Book (1969)
- The Darings of the Red Rose (1995)
- Three is a Lucky Number

#### Під псевдонімом Maxwell March
- Other man's Danger (1933); у США вийшов під назвою «The Man of Dangerous Secrets»
- Rogues' Holiday (1935)
- The Shadow in the House (1936)

## Детективний клуб
У 1936 році був виданий спільний проект Детективного Клубу «Шестеро проти Скотленд-Ярду» (англ. Six against the Yard). Марджері Аллінґем брала участь у його створенні, написавши оповідання на тему ідеального вбивства під назвою «Він зробив її нещасною».